# Heinrich Wilhelm Benjamin Weitenkampf

Heinrich Wilhelm Benjamin Weitenkampf, Lithografie

Heinrich Wilhelm Benjamin Weitenkampf (* 10. Oktober 1758 in Wolfenbüttel; † 24. Juni 1841 ebenda) war ein deutscher Jurist. Er war Präsident des Oberappellationsgerichts Wolfenbüttel.

## Leben
Heinrich Wilhelm Benjamin Weitenkampf wurde 1758 in Wolfenbüttel geboren. Er war der Sohn des Pastors an der Braunschweiger Magnikirche, Johann Friedrich Weitenkampf, der kurz vor seiner Geburt starb. Weitenkampf studierte ab 1777 Rechtswissenschaft in Helmstedt. Er war ab 1782 als Advokat bei der Kanzlei in Braunschweig tätig, bevor er 1790 Hofrat bei der Justizkanzlei wurde. Im Jahr 1808, zur Zeit des Königreichs Westphalen, wurde er Präsident des Tribunals erster Instanz, 1814 Präsident des Landgerichts, 1829 Vizepräsident des Oberappellationsgerichts Wolfenbüttel und schließlich 1837 dessen Präsident.
Anlässlich seines 50-jährigen Dienstjubiläums 1840 erhielt Weitenkampf zahlreiche Ehrungen, darunter die Ehrenbürgerwürde der Stadt Wolfenbüttel, das Großkreuz des braunschweigischen Ordens Heinrichs des Löwen und das Kommandeurkreuz des hannoverschen Guelphen-Ordens. Die juristische Fakultät der Universität Göttingen verlieh ihm die Ehrendoktorwürde.
Weitenkampf starb im Juni 1841 im Alter von 82 Jahren in Wolfenbüttel. Er wurde auf dem Bürgerfriedhof hinter der Trinitatiskirche bestattet. Weitenkampfs bedeutende juristische Privatbibliothek erbte der braunschweigische Staatsminister Wilhelm Schulz, der sie 1876 der Herzog August Bibliothek in Wolfenbüttel überwies.